# Petatán, Turicato
Petatán är en ort i Mexiko.   Den ligger i kommunen Turicato och delstaten Michoacán de Ocampo, i den södra delen av landet, 240 km väster om huvudstaden Mexico City. Petatán ligger 521 meter över havet och antalet invånare är 177.
Terrängen runt Petatán är huvudsakligen kuperad, men söderut är den bergig. Runt Petatán är det ganska glesbefolkat, med 24 invånare per kvadratkilometer. Närmaste större samhälle är Baztán del Cobre, 14,8 km sydost om Petatán. I omgivningarna runt Petatán växer huvudsakligen savannskog.